# Марков, Николай Григорьевич
Николай Григорьевич Марков (род. 5 сентября 1950 года, Бийск Алтайского края) — специалист в области радиофизики и вычислительной техники, доктор технических наук, профессор, заведующий кафедрой вычислительной техники Томского политехнического университета.

## Биография
Николай Григорьевич Марков родился 5 сентября 1950 года в городе Бийск, Алтайский край. В 1967 году, после окончания средней школы города Талгар Алма-Атинской области поступил и в 1973 году окончил радиофизический факультет Томского университета, получил специальность «Радиофизика и электроника». Учился в аспирантуре ТГУ (1976-1978).
По окончании учебы работал младшим научным сотрудник в Томском отделе геофизики Института геологии и геофизики СО АН СССР.
С 1983 по 1984 год работал заместителем директора по научной работе Специального конструкторского бюро сейсмического и программного обеспечения Мингео СССР,  доцентом кафедры автоматизации проектирования АВТФ ТПИ (1985).
В 1992-1995 годах занимал должность заведующего лабораторией вычислительных геофизических систем Кибернетического центра при ТПУ, с 1996 года – доценткафедры автоматизации проектирования. С 1997 года – заведующий кафедрой вычислительной техники факультета автоматики и вычислительной техники (АВТФ) ТПУ.
В 1982 году защитил кандидатскую диссертацию на тему: «Разработка и исследование алгоритмов восстановления изображений геофизических объектов голографическими методами». Его научным руководителем был профессор, доктор технических наук,  зав. кафедрой прикладной математики Томского политехнического института В. А. Кочегуров. В 1988 году получил звание доцента. В 1995 году защитил докторскую диссертацию на тему: «Теоретические основы и инструментальные средства для создания математического и программного обеспечения геофизических измерительно-вычислительных систем».
В настоящее время Николай Григорьевич работает заведующим кафедрой вычислительной техники ТПУ.
Область научных интересов: геоинформатика; автоматизированное представление результатов аэрокосмического мониторинга земной поверхности; написание программ для геологических и геофизических исследований. Марков создал в ТПУ научную школу по геоинформатике. В 1998 году им разработана концепция создания самоорганизующихся геоинформационных систем (ГИС).
Николай Григорьевич Марков является автором около 260 научных работ, включая 6 монографий и учебники. В разное время читал студентам курсы: «Экспертные системы и базы знаний», «Автоматизированные банки данных», «Современные архитектуры вычислительных машин, комплексов, систем и сетей», «Математическое описание объектов проектирования», «Системы цифровой обработки сигналов».

## Награды и звания
- Заслуженный деятель науки Российской Федерации.
- Медаль Ордена «За заслуги перед Отечеством» II степени.
- Почетный работник высшего профессионального образования РФ.
- Юбилейная и серебряная медали ТПУ.
- Действительный член Международной академии информатизации (с 1998г.)